# David Legrand
David Didier Roger Legrand (ur. 24 lutego 1972) – francuski zapaśnik w stylu klasycznym. Olimpijczyk z Atlanty 1996, gdzie zajął dwunaste miejsce w kategorii 62 kg. Dwudzieste czwarte miejsce na mistrzostwach świata w 1999. Ósmy na mistrzostwach Europy w 1993. Srebrny medal na igrzyskach śródziemnomorskich w 1997 roku.
Jest mężem Lise Legrand zapaśniczki i olimpijki z Aten 2004 i Pekinu 2008.